# Raffaele Imperiale
Raffaele Imperiale (Castellammare di Stabia, 24 oktober 1974) is een Italiaanse crimineel en lid van de Camorra. Hij wordt door de autoriteiten beschouwd als een van de belangrijkste drugshandelaren die bij de Camorra zijn aangesloten. Hij stond op de lijst van de meest gezochte voortvluchtigen in Italië tot zijn arrestatie op 4 augustus 2021 in Dubai. In december 2022 werd bekend dat Imperiale zou gaan samenwerken met de Italiaanse justitie als spijtoptant. In 2017 was Imperiale al veroordeeld voor drugshandel en witwassen.
Imperiale zou in 1996 een coffeeshop in Amsterdam hebben overgenomen. Samen met Rick van de Bunt (geliquideerd in 2008) en Frank ‘Pannenkoek’ Scharrenberg (gedood in 2015) is hij in de cocaïnehandel gestapt. In 2016 werden er twee gestolen schilderijen van Vincent van Gogh op aanwijzingen van Imperiale gevonden (Zeegezicht bij Scheveningen en Het uitgaan van de Hervormde Kerk te Nuenen), 'in ruil voor een fikse korting op de strafeis van het Openbaar Ministerie'. Deze waren gestolen in 2002 uit het Van Gogh Museum. Ook zou Imperiale hebben samengewerkt met Ridouan Taghi via de advocaat van laatstgenoemde. Hij wordt ervan verdacht aan een 'uitgebreid smokkelnetwerk van drugs en contant geld via Nederlandse bedrijventerreinen' te hebben leidinggegeven. In maart 2023 vond de Italiaanse politie een wapenarsenaal waarvan vermoed wordt dat het van Imperiale is.